# Libramont-Chevigny
Libramont-Chevigny is een stad (sinds 2025) en gemeente in de provincie Luxemburg in België. De gemeente telt ruim 11.000 inwoners. In Libramont bevindt zich het Keltenmuseum.
De naam van de gemeente is een samentrekking van plaatsnamen Libramont en Sainte-Marie-Chevigny binnen de gemeentegrenzen.

## Kernen

### Deelgemeenten
| # | Naam                  | Opp. (km²) | Inwoners (2020) | Inwoners per km² | NIS-code |
| - | --------------------- | ---------- | --------------- | ---------------- | -------- |
| 1 | Libramont             | 9,86       | 3.932           | 399              | 84077A   |
| 2 | Bras                  | 36,75      | 1.216           | 33               | 84077B   |
| 3 | Saint-Pierre          | 16,95      | 1.788           | 106              | 84077C   |
| 4 | Recogne               | 24,99      | 1.789           | 72               | 84077D   |
| 5 | Freux                 | 22,35      | 723             | 32               | 84077E   |
| 6 | Sainte-Marie-Chevigny | 29,30      | 1.049           | 36               | 84077F   |
| 7 | Moircy                | 16,75      | 489             | 29               | 84077G   |
| 8 | Remagne               | 22,24      | 333             | 15               | 84077H   |

## Demografische evolutie
Alle historische gegevens hebben betrekking op de huidige gemeente, inclusief deelgemeenten, zoals ontstaan na de fusie van 1 januari 1977.
- Bronnen:NIS, Opm:1831 tot en met 1981=volkstellingen; 1990 en later= inwonertal op 1 januari

| Inwoners van jaar tot jaar op 1 januari 1992 tot heden | Inwoners van jaar tot jaar op 1 januari 1992 tot heden | Inwoners van jaar tot jaar op 1 januari 1992 tot heden |
| jaar                                                   | Aantal                                                 | Evolutie: 1992=index 100                               |
| ------------------------------------------------------ | ------------------------------------------------------ | ------------------------------------------------------ |
| 1992                                                   | 8.762                                                  | 100,0                                                  |
| 1993                                                   | 8.858                                                  | 101,1                                                  |
| 1994                                                   | 8.891                                                  | 101,5                                                  |
| 1995                                                   | 8.976                                                  | 102,4                                                  |
| 1996                                                   | 9.120                                                  | 104,1                                                  |
| 1997                                                   | 9.202                                                  | 105,0                                                  |
| 1998                                                   | 9.241                                                  | 105,5                                                  |
| 1999                                                   | 9.251                                                  | 105,6                                                  |
| 2000                                                   | 9.277                                                  | 105,9                                                  |
| 2001                                                   | 9.315                                                  | 106,3                                                  |
| 2002                                                   | 9.412                                                  | 107,4                                                  |
| 2003                                                   | 9.552                                                  | 109,0                                                  |
| 2004                                                   | 9.624                                                  | 109,8                                                  |
| 2005                                                   | 9.756                                                  | 111,3                                                  |
| 2006                                                   | 9.851                                                  | 112,4                                                  |
| 2007                                                   | 9.981                                                  | 113,9                                                  |
| 2008                                                   | 10.052                                                 | 114,7                                                  |
| 2009                                                   | 10.230                                                 | 116,8                                                  |
| 2010                                                   | 10.342                                                 | 118,0                                                  |
| 2011                                                   | 10.459                                                 | 119,4                                                  |
| 2012                                                   | 10.579                                                 | 120,7                                                  |
| 2013                                                   | 10.798                                                 | 123,2                                                  |
| 2014                                                   | 10.869                                                 | 124,0                                                  |
| 2015                                                   | 10.932                                                 | 124,8                                                  |
| 2016                                                   | 11.088                                                 | 126,5                                                  |
| 2017                                                   | 11.154                                                 | 127,3                                                  |
| 2018                                                   | 11.186                                                 | 127,7                                                  |
| 2019                                                   | 11.276                                                 | 128,7                                                  |
| 2020                                                   | 11.320                                                 | 129,2                                                  |
| 2021                                                   | 11.482                                                 | 131,0                                                  |
| 2022                                                   | 11.598                                                 | 132,4                                                  |
| 2023                                                   | 11.840                                                 | 135,1                                                  |
| 2024                                                   | 11.972                                                 | 136,6                                                  |
| 2025                                                   | 12.033                                                 | 137,3                                                  |

## Evenementen
- Beurs van Libramont (Frans: Foire de Libramont), een jaarlijkse beurs voor land- en bosbouw, een van de grootste in open lucht in Europa.

## Politiek

### Resultaten gemeenteraadsverkiezingen sinds 1976
| Partij                                                         | 10-10-1976 | 10-10-1976 | 10-10-1982 | 10-10-1982 | 9-10-1988 | 9-10-1988 | 9-10-1994 | 9-10-1994 | 8-10-2000 | 8-10-2000 | 8-10-2006 | 8-10-2006 | 14-10-2012 | 14-10-2012 | 14-10-2018 | 14-10-2018 | 13-10-2024 | 13-10-2024 |
| Stemmen / Zetels                                               | %          | 19         | %          | 19         | %         | 19        | %         | 19        | %         | 21        | %         | 21        | %          | 21         | %          | 21         | %          | 21         |
| -------------------------------------------------------------- | ---------- | ---------- | ---------- | ---------- | --------- | --------- | --------- | --------- | --------- | --------- | --------- | --------- | ---------- | ---------- | ---------- | ---------- | ---------- | ---------- |
| C.H.E.V.I.1/ Chevi 20062/ Chevi 20183/ Chevi & VousC           | 41,211     | 9          | 49,321     | 10         | 50,451    | 11        | 57,81     | 12        | 61,511    | 14        | 63,482    | 14        | 69,121     | 15         | 43,303     | 10         | 85,03C     | 19         |
| PSC1 / UCT2 / AVENIR3 / EnsembleA / Libr@VousB/ Chevi & VousC  | 26,951     | 5          | 26,52      | 5          | 28,793    | 5         | 25,073    | 4         | 22,483    | 4         | 36,52A    | 7         | 30,88A     | 6          | 40,98B     | 10         | 85,03C     | 19         |
| AVEC1 / FRD2 / VISION3 / EnsembleA / Libr@VousB/Chevi & Vous C | 22,741     | 4          | 24,182     | 4          | 20,762    | 3         | 17,132    | 3         | 16,013    | 3         | 36,52A    | 7         | 30,88A     | 6          | 40,98B     | 10         | 85,03C     | 19         |
| ED                                                             | 9,1        | 1          | -          |            | -         |           | -         |           | -         |           | -         |           | -          |            | -          |            | -          |            |
| LIBR Envol1 / EQUILibrA                                        | -          |            | -          |            | -         |           | -         |           | -         |           | -         |           | -          |            | 8,451      | 1          | 14,97A     | 2          |
| Ecolo1 / EQUILibrA                                             | -          |            | -          |            | -         |           | -         |           | -         |           | -         |           | -          |            | 7,261      | 0          | 14,97A     | 2          |
| Totaal stemmen                                                 | 5062       | 5062       | 5448       | 5448       | 5835      | 5835      | 6270      | 6270      | 6446      | 6446      | 7012      | 7012      | 7301       | 7301       | 7741       | 7741       | 7892       | 7892       |
| Opkomst %                                                      |            |            |            |            | 97,35     | 97,35     | 96,27     | 96,27     | 94,42     | 94,42     | 96,00     | 96,00     | 92,91      | 92,91      | 93,19      | 93,19      | 88,74      | 88,74      |
| Blanco en ongeldig %                                           | 1,21       | 1,21       | 3,38       | 3,38       | 3,02      | 3,02      | 3,94      | 3,94      | 4,92      | 4,92      | 4,29      | 4,29      | 5,20       | 5,20       | 5,37       | 5,37       | 8,06       | 8,06       |

## Geboren
- Aline Zeler (2 juni 1983), voetbalster
- Jodie Devos (1988-2024), Belgisch sopraan en operazangeres
- David Henen (19 april 1996), voetballer
- Jérôme Deom (19 april 1999), voetballer
- Guillaume François (3 juni 1999), voetballer

## Partnersteden
- Frankrijk: Cormelles-le-Royal